# Kottan ermittelt: Rien ne va plus
Kottan ermittelt: Rien ne va plus ist ein österreichischer Spielfilm aus dem Jahr 2010, der auf der Fernsehserie Kottan ermittelt basiert.

## Handlung
Polizeipräsident Pilch bittet Major Kottan, der 27 Jahre lang suspendiert war, wieder in den aktiven Dienst zurückzukehren. Anlass ist eine Mordserie, bei der die Gewinner eines Pyramidenspiels zu Opfern werden. Sie haben an einem Folgespiel namens „Rien ne va plus“ teilgenommen, bei dem nur ein einziger Teilnehmer überleben soll. Widerwillig folgt Kottan Pilchs Wunsch. Zur gleichen Zeit tobt innerhalb der Wiener Polizei ein Machtkampf zwischen Pilch und Generalmajor Hofbauer, der Pilch um seinen Posten bringen will.

## Kritiken
Die Kritiken fielen großenteils negativ aus – bemängelt wurde vor allem, dass der Film mit seiner Nostalgie und Selbstbezogenheit zu stark auf die Fans der Originalserie ziele, ohne die Serie und Figuren in die Jetztzeit zu übertragen und auch für Nichtfans des Originals interessant zu sein.

„Peter Patzaks Krimi-Satire ‚Kottan ermittelt – Rien ne va plus‘ ist ein Anachronismus der uncharmanten Art. Die Überführung der Kultserie in die Jetztzeit misslingt gründlich. Für Nostalgiker fällt noch der eine oder andere Krumen ab, aber einen triftigen Grund, warum die Geschichte nun nach 27 Jahren unbedingt fortgeschrieben werden musste, bleibt der Film bis zum Ende schuldig.“

„Hier wurde überdeutlich ein Film für alteingesessene Fans gemacht. Alle anderen stehen mit einem großen Fragezeichen davor und Rätselraten über das Dargebotene. Als eigenständiger Film, der auch den Kinogänger erreicht, der sich eher versehentlich in diese Vorstellung verirrte, kann Kottan ermittelt: Rien ne va plus sicherlich nicht punkten. Wäre es ein TV-Film, den man sich auf dem heimischen Sofa gibt, würde man vermutlich nach spätestens 20 Minuten umschalten. Und ins Kino geht außer dem Liebhaber des Originals hierfür sicherlich auch keiner.“

„Die Insider-Jokes eignen sich höchstens für Kottan-Veteranen. Gerade das Selbstbezügliche verärgert den Zuschauer weit über die Grenze der Langeweile hinaus. Welt und Wirklichkeit bleiben ausgespart, nichts wurde weitergedacht. Das Kottan-Revival ist eben nicht, wie zu befürchten war, ein matter Aufguss, eher ein ungenießbares Konzentrat, als hätte man einen Maggiwürfel in den Mund genommen.“

„[...] ein peinlicher und in jeder Hinsicht mißglückter Wiederbelebungsversuch, der zwingend auch ein grelles Licht auf die Defizite des Originals wirft. Abgespult werden Scherze unterschiedlicher Güte, die aber allesamt, vom einfältigen Kack- und Furzwitz über teils nette visuelle Spielereien und sympathische Selbstreferentialität, nicht einmal ansatzweise durch Plot oder Charaktere zusammengehalten werden und so hüftlahm und desorientiert daherkommen, daß mir angesichts dieses handwerklichen Totalversagens nur ungläubiges Kopfschütteln blieb.“

## Auszeichnungen
- 2011: Diagonale-Schauspielpreis für einen bemerkenswerten Auftritt eines österreichischen Schauspielers (Johannes Krisch)